# Schelpenhuis

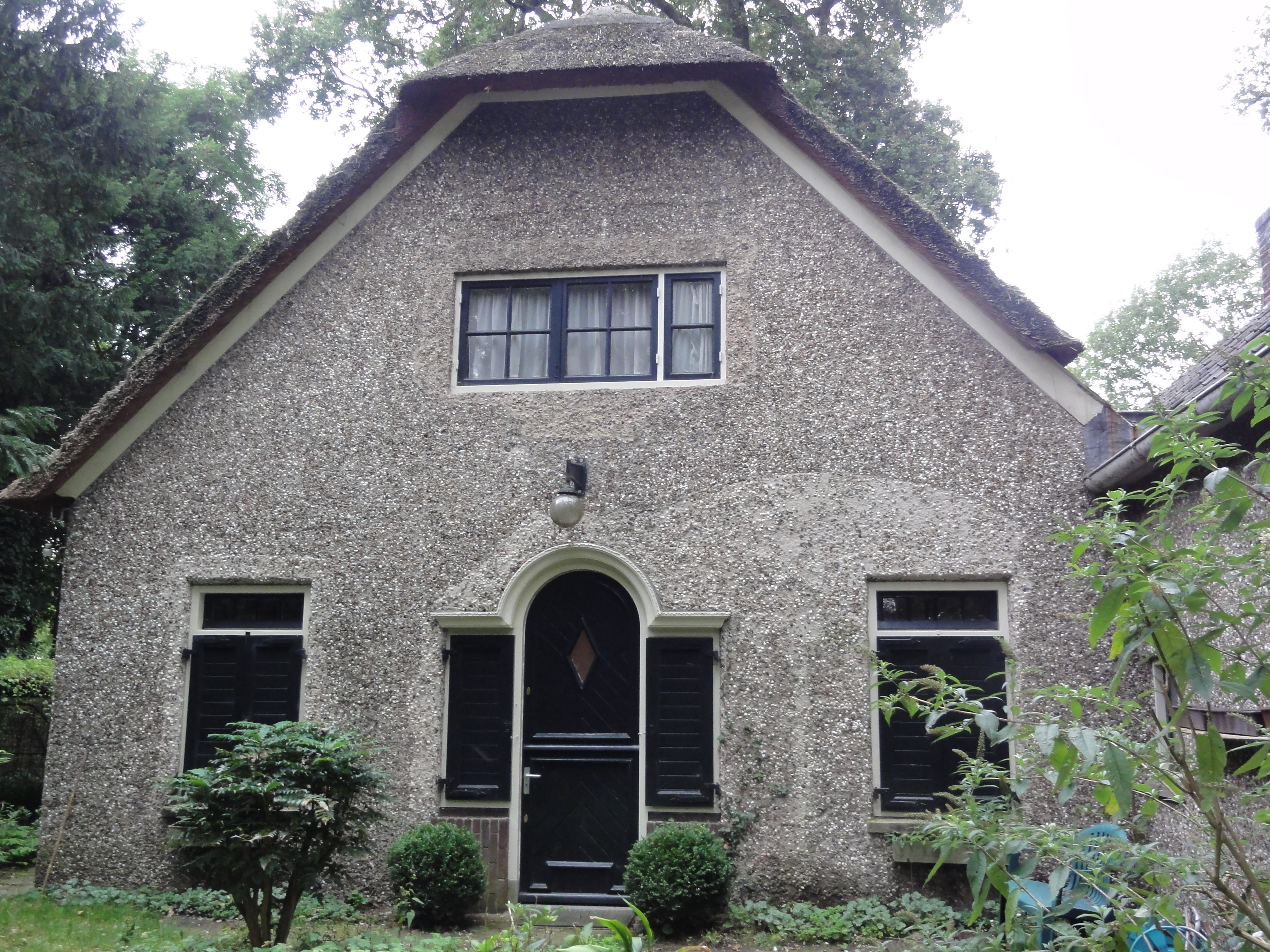
Schelpenhuis (Nijmegen)

Het Schelpenhuis is een rijksmonument in Nijmegen, gelegen naast de ingangspoort van het voormalige landgoed Brakkesteyn. Het huis ontleent deze naam aan de buitenmuren, die bezet zijn met schelpen. Opdracht voor de bouw is vermoedelijk rond 1865 gegeven door J.R.P. Tulleken, die ook de villa Brakkesteyn en een koetshuis liet bouwen. Het koetshuis heeft in de loop der jaren dienst gedaan als stal, koetshuis, kinderhuisje en na de Tweede Wereldoorlog als polikliniek neurologie, evenals de villa. Vanaf 1967 is het Schelpenhuis in gebruik als woonhuis. Het huis werd in 2022 grondig verbouwd door de toenmalige bewoners.